# Карло Капра
Карло Капра (італ. Carlo Capra, 21 вересня 1889, Мерченаско — 19 серпня 1966) — італійський футболіст, що грав на позиції захисника за «Торіно». По завершенні ігрової кар'єри — тренер.

## Клубна кар'єра
У дорослому футболі дебютував 1909 року виступами за команду «Торіно», кольори якого захищав до 1920 року, взявши участь у 88 матчах чемпіонату. 
Протягом 1920–1921 років був грающим тренером команди «Про Патрія».

## Виступи за збірну
На початку 1915 року провів свою єдину гру у складі національної збірної Італії.

## Кар'єра тренера
Отримав перший досвід тренерської роботи в команді «Про Патрія», де протягом 1920–1921 років був граючим тренером.
Повернувся до роботи тренером у середині 1930-х. Спочатку в сезоні 1935/36 працював з «Вероною», а наступного сезону очолював команду «Варезе».
Останнім місцем тренерської роботи був клуб «Чинцано», головним тренером команди якого Карло Капра був з 1941 по 1942 рік.
Помер 19 серпня 1966 року на 77-му році життя.
| Дата       | Місто  | Господарі | Результат | Гості     | Турнір           | Голи | Примітки |
| ---------- | ------ | --------- | --------- | --------- | ---------------- | ---- | -------- |
| 31/01/1915 | Берлін | Італія    | 3 – 1     | Швейцарія | товариський матч | -    |          |
| Усього     |        | Матчів    | 1         |           | Голів            | 0    |          |